# Vestre Landsret
Vestre Landsret er appelinstansen i forhold til de jyske byretter og Tinglysningsretten, og er desuden 1. instans i nogle tilfælde. Landsrettens hovedsæde er placeret i Viborg og retten består af en præsident og 38 landsdommere.
Vestre Landsret blev oprettet i 1919, hvor den afløste Landsoverretten for Nørrejylland. I forbindelse med oprettelsen blev rettens nu forhenværende hovedbygning i Viborg opført og taget i brug i januar 1920. Denne tidligere hovedbygning ligger på Stænderpladsen i Viborg og er tegnet af arkitekten Christoffer Varming.  Foran hovedindgangen står en buste af juristen Anders Sandøe Ørsted. Midt på Stænderpladsen står statuen Retfærdigheden, udført af billedhuggeren Anker Hoffmann. På Stænderpladsen finder man endnu et mindesmærke med tilknytning til Vestre Landsret, nemlig mindestenen for Jyske Lov, opstillet i forbindelse med 700-året for lovens ikrafttræden i 1241.
Med tiden har det været nødvendigt at tage lokaler andre steder i brug, også i takt med øget aktivitet. Ved straffesager med nævninge eller domsmænd benyttes også bitingsteder (retslokaler) i Aalborg, Århus, Kolding, Esbjerg og Sønderborg. På finansloven for 2010 blev der afsat 260 mio kr. til opførelse af en ny retsbygning til Vestre Landsret. Byggeriet påbegyndtes i 2011 og bygningen er placeret på østsiden af Nørresø som nabo til Hedeselskabets hovedsæde, Retten i Viborg og Asmildkloster Landbrugsskole.
Vestre Landsrets nye bygning blev taget i brug 2014.
Som institution er Vestre Landsret en af landets ældste med oprindelse i Viborg Landsting, som med sikkerhed kan spores tilbage til historisk tids begyndelse og formentlig er betydelig ældre. Viborg har således været retscentrum i mindst 1000 år.